# 아다마와주 (카메룬)

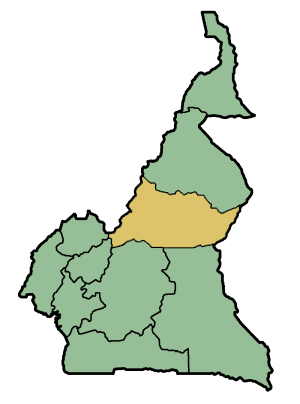
아다마와주의 위치

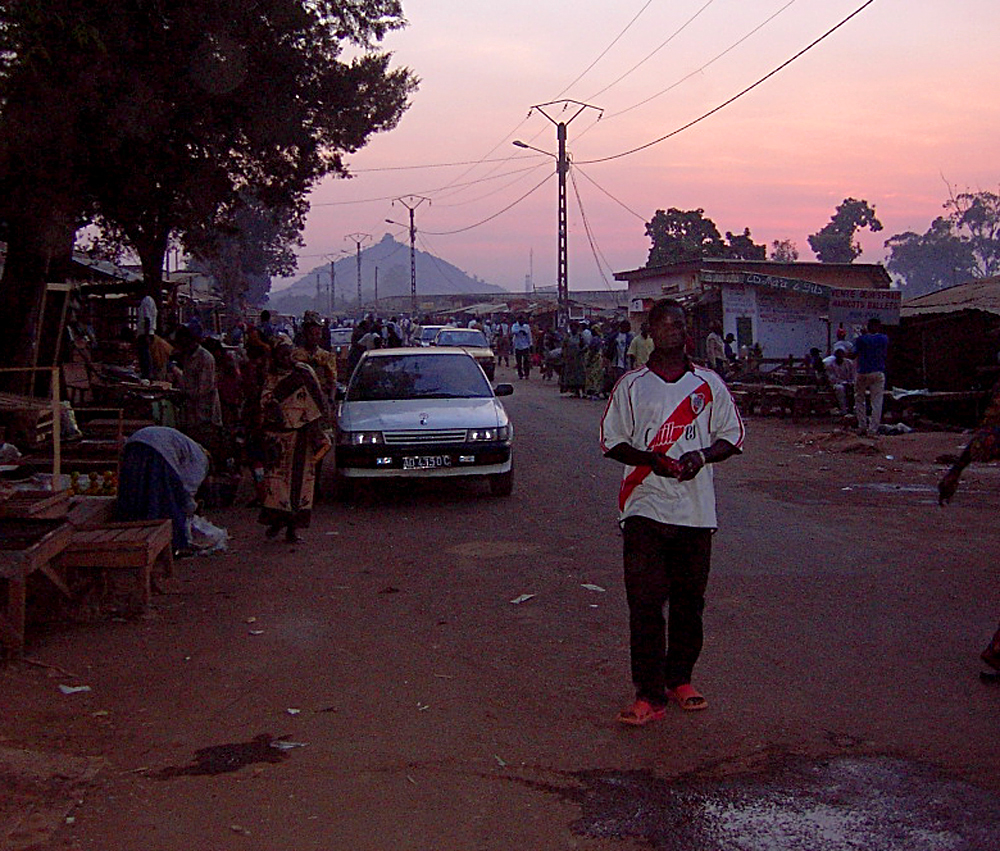
주도인 응가운데레 시가지

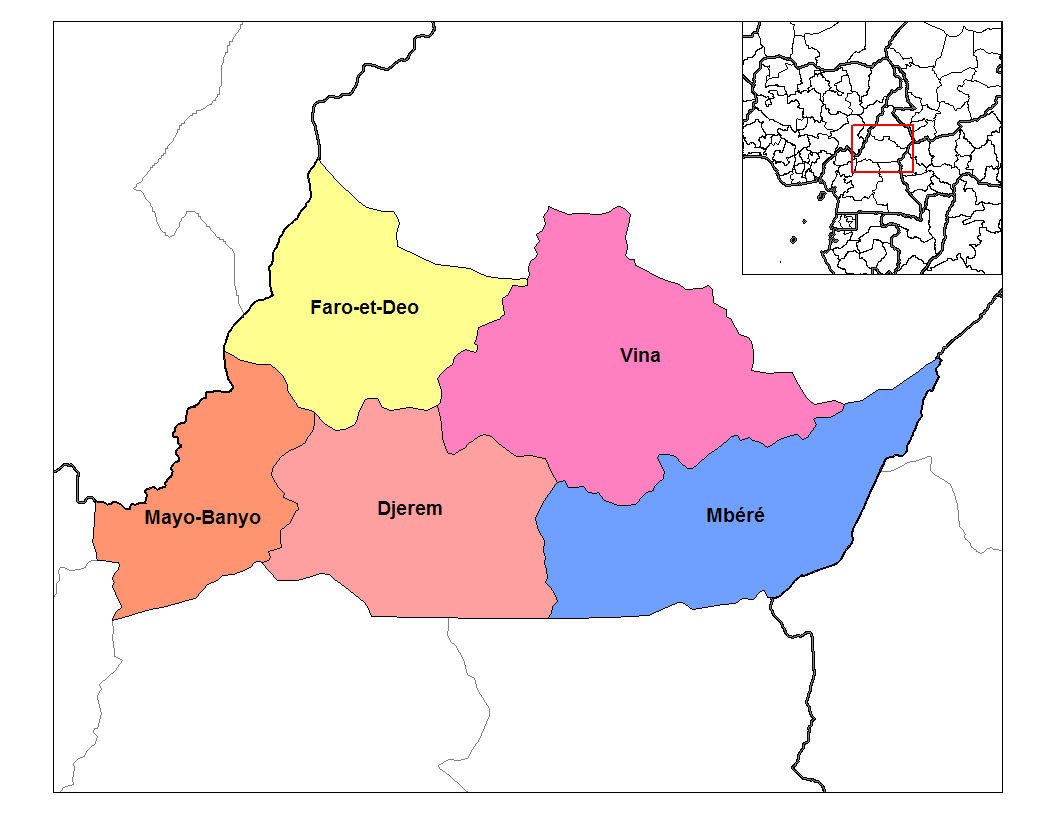

아다마와주(프랑스어: Province de l'Adamaoua)는 카메룬 중부의 주다. 주도는 응가운데레이며 인구(1987년 조사 기준)는 495,185명이고 인구밀도는 8명이다. 면적은 63,691km2다.

## 교통

### 공항
야운데, 두알라, 가루아, 마루아, 티그네레, 바뇨, 응아운달, 티바티 등을 운행하는 은가운데레 공항이 있다.

## 인구
| 연도    | 인구      | ±% p.a. |
| ------- | --------- | ------- |
| 1976    | 359,334   | —       |
| 1987    | 495,185   | +2.96%  |
| 2005    | 884,289   | +3.27%  |
| 2015    | 1,200,095 | +3.10%  |
| source: |           |         |